# 賈宗洋
賈宗洋（1991年3月1日—），出生於中國遼寧省撫順市，是自由式滑雪空中技巧運動員。2008年，他首次參加國際賽，並在世界杯中國站得第4名。翌年在世界大學生運動會贏得金牌。2010年，他取得冬季奧運會的參賽資格，最終排名第6。2011年，他在亞洲冬季運動會以220.70分奪冠。2013年，他又在世界冠軍賽中得銅牌。2014年，他第二度參加冬季奧運會并获得男子空中技巧铜牌。2018年，第三度參加冬季奧運會獲得男子空中技巧項目銀牌。

## 資料來源
1. ↑  "贾宗洋简介：中国自由式滑雪空中技巧新星" （页面存档备份，存于） 网易体育 2014 1 21
2. ↑  "自由式滑雪空中技巧赛 贾宗洋刘忠庆包揽冠亚军" （页面存档备份，存于） 新華社 2011 2 1